# Vincelles, Saône-et-Loire
Vincelles är en kommun i departementet Saône-et-Loire i regionen Bourgogne-Franche-Comté i östra Frankrike. Kommunen ligger i kantonen Louhans som tillhör arrondissementet Louhans. År 2022 hade Vincelles 450 invånare.

## Befolkningsutveckling
Antalet invånare i kommunen Vincelles
| Referens: INSEE |